# La Boca
La Boca je okrožje ali barrio argentinske prestolnice Buenos Aires. Ohranja močan italijanski pridih, saj je bilo veliko njegovih prvih naseljencev iz mesta Genova.

## Lega
Kot eden izmed 48 barrios – okrožij - v Buenos Airesu se La Boca je na jugovzhodu mesta, blizu starega pristanišča. Okrožje Barracas je na zahodu; San Telmo in Puerto Madero sta na severu.

## Etimologija
Soseska ima morda ime po lokaciji 'La Boca' (ustje) reke Riachuela, kot se običajno imenuje reka Matanza.

## Zgodovina
Leta 1882 se je La Boca po dolgotrajni splošni stavki odcepila od Argentine, uporniki pa so dvignili genovsko zastavo, ki jo je takoj osebno snel takratni predsednik Julio Argentino Roca.
Med ljubitelji športa je Boca najbolj znana po tem, da je sedež svetovno znanega nogometnega kluba Boca Juniors. Domače tekme klub igra v Estadio Alberto J. Armando, v javnosti znanem kot La Bombonera.
La Boca je priljubljena destinacija za turiste, ki obiščejo Argentino, s svojimi barvitimi hišami in ulico za pešce Caminito, kjer nastopajo umetniki tanga in prodajajo spominke, povezane s tangom. Druge zanimivosti so gledališče La Ribera, številni tango klubi in italijanske taverne. Dejansko območje, ki ga obiščejo turisti, je dolgo le nekaj blokov in je bilo v zadnjih nekaj letih zelo aktivno zgrajeno za turizem, saj so številne tržnice in restavracije namenjene turistom. Zunaj tega turističnega območja gre za dokaj revno sosesko, v kateri so že večkrat poročali o drobnih zločinih.
Okrožje je tudi središče radikalne politike, saj je izvolila prvega socialističnega člana argentinskega kongresa (Alfreda Palaciosa leta 1935) in je bila med krizo leta 2001 prostor številnih demonstracij.
Od leta 2016 zdravje več kot 1000 državljanov La Boce ogroža onesnaženje reke Matanza-Riachuelo (ki vsebuje visoko vsebnost arzena in svinca zaradi večstoletnega onesnaževanja).

## Galerija
- Ghost Tower, 19. st. na ulici Wenceslao Villafañe
- Caminito tango izročilo, primer barve La Boce, ki jo pripisujejo lokalnemu umetniku Benitu Quinqueli Martínu
- Svetle poslikane hiše v Caminitu
- Rečna pot ob ovinku Rocha na Riachuelu
- Nekdanja tovarna Canale Biscuit Co., zdaj vrhunska podstrešja, La Boca..
- Tipična lokalna ulica
- Puente Transbordador